# Кухмо
Кухмо (фин. Kuhmo, до 1937 года — Кухмониеми) — город и муниципалитет (с 1986 года) в Финляндии, часть провинции Кайнуу. Расположен в 70 километрах от российской границы.
Во время советско-финской войны 1939—1940 года Кухмо бомбардировали 48 раз и бои проходили в 10 километрах от центра города. После войны, согласно московскому договору, граница города не переносилась, таким образом сохранившись неизменной со времён тявзинского мирного договора в 1595 году.
С 1970 года в Кухмо ежегодно проводится летний фестиваль камерной музыки.
В Кухмо находится деревня «Калевала», являющаяся главной местной достопримечательностью.
В 2022 году город был выбран «Культурной столицей финно-угорского мира» на 2023 год.

## Города-побратимы
- Россия, Костомукша
- Венгрия, Орослань
- Швеция, Робертсфорс
- Словакия, Шаля

## Известные уроженцы и жители
- Карл Эмиль Стольберг, отец финского кино.
- Хейкки Вестеринен, шахматист
- Пааво Пуурунен, биатлонист